# 乔新江
乔新江（1961年10月—），男，汉族，河南长葛人，中华人民共和国政治人物。郑州大学中文系汉语言文学专业本科毕业，清华大学公共管理专业毕业。

## 生平
1984年从郑州大学毕业后，7月进入河南省林业厅工作。1990年11月加入中国共产党。历任办公室科员（1984年7月）、办公室副主任科员（1989年1月）、办公室主任科员（1992年5月）、办公室副主任（1993年4月）、办公室主任（1996年5月）、植树造林处处长（2000年7月）、副厅长（2001年12月）。
2006年12月，任中共信阳市委常委、组织部部长。2011年9月，任中共信阳市委副书记、组织部部长。2012年5月，任中共信阳市委副书记、代市长（7月正式当选市长）。2016年5月，任中共信阳市委书记。2018年1月，任河南省人大常委会副主任，并继续担任中共信阳市委书记，市人大常委会主任（2017年6月-2021年6月）。
2021年7月，卸任信阳市委书记。
2013年，担任第十二届全国人民代表大会河南地区代表。